# Pelargopsis
Pelargopsis is een geslacht van vogels uit de familie ijsvogels (Alcedinidae).

## Soorten
Het geslacht kent de volgende soorten:
- Pelargopsis amauroptera – Bruinvleugelijsvogel
- Pelargopsis capensis – Ooievaarsbekijsvogel
- Pelargopsis melanorhyncha – Grootsnavelijsvogel